# Irving Berry
Irving Berry (nacido el 11 de enero de 1986) es un boxeador profesional panameño.

## Carrera profesional
Su debut como profesional fue el 20 de marzo de 2004 en la victoria contra Eduardo Blackman por nocaut técnico en el Gimnasio de Pilón en Puerto Pilón, el 13 de octubre de 2007 gana el título nacional Peso pluma de la Comisión de Boxeo Profesional Panamá, el 22 de abril de 2010 gana el título Fedecentro Peso pluma de la Asociación Mundial de Boxeo contra el mexicano Carlos Raúl Guzmán, el 4 de diciembre de 2010, Berry perdió su primera oportunidad por el título ante el campeón Peso pluma de la AMB, Jonathan Víctor Barros.  Berry perdió la oportunidad por el título mundial ante el campeón Peso superpluma de la Organización Internacional de Boxeo el australiano Will Tomlinson.

## Récord Profesional
| 23 Ganadas (10 knockouts), 12 Derrotas(5 knockouts), 2 Empates |         |                     |      |              |            |                                                         |                                                       |
| Res.                                                           | Récord  | Oponente            | Tipo | Round Tiempo | Fecha      | Lugar                                                   | Notas                                                 |
| P                                                              | 23-12-2 | David Khachatryan   | PTS  | 8 (8)        | 2023-12-09 | Tabea-Sporthalle, Halle, Alemania                       |                                                       |
| P                                                              | 23-11-2 | Andoni Gago         | UD   | 6 (6)        | 2023-10-21 | Pabellón de La Casilla, Bilbao, España                  |                                                       |
| P                                                              | 23-10-2 | Nazri Rahimov       | TKO  | 10 (12)      | 2023-08-12 | Ice Palace Terminal, Brovary, Ucrania                   | Por el título mundial Superligero UBO                 |
| P                                                              | 23-9-2  | Pablo Vicente       | TKO  | 3 (8)        | 2018-10-05 | Los Andes Mall, San Miguelito, Panamá                   |                                                       |
| P                                                              | 23-8-2  | Kid Galahad         | TKO  | 3 (10)       | 2018-03-03 | Sheffield Arena, Sheffield, Reino Unido                 |                                                       |
| P                                                              | 23-7-2  | Jhonny González     | UD   | 12 (12)      | 2017-11-04 | Gimnasio Josué Neri Santos, Ciudad Juárez, México       | Por el Título Latino Pluma CMB                        |
| G                                                              | 23-6-2  | Eliecer Lanzas      | TKO  | 3 (8)        | 2017-05-18 | Fantastic Casino, Albrook Mall, Panamá                  |                                                       |
| P                                                              | 22-6-2  | Tomás Rojas         | UD   | 10 (10)      | 2014-08-09 | Arena Monterrey, Monterrey, México                      |                                                       |
| P                                                              | 22-5-2  | Jezreel Corrales    | UD   | 10 (10)      | 2013-05-22 | Hotel RIU, Ciudad de Panamá, Panamá                     | Por el Título Pluma CBPP y el Título Latino Pluma CMB |
| P                                                              | 22-4-2  | Will Tomlinson      | UD   | 12 (12)      | 2012-11-21 | Hisense Arena, Melbourne, Australia                     | Por el Título mundial Superpluma OIB                  |
| G                                                              | 22-3-2  | Leopoldo Arrocha    | UD   | 6 (6)        | 2012-05-31 | Fantastic Casino, Albrook Mall, Panamá                  |                                                       |
| P                                                              | 21-3-2  | Nicholas Walters    | UD   | 8 (8)        | 2011-10-22 | Arena Roberto Duran, Juan Díaz, Panamá                  | Por el Título Fedelatin Pluma AMB                     |
| G                                                              | 21-2-2  | Arístides Pérez     | UD   | 8 (8)        | 2011-09-08 | Arena Roberto Duran, Juan Díaz, Panamá                  |                                                       |
| G                                                              | 20-2-2  | Julio Camaño        | UD   | 8 (8)        | 2011-06-17 | Arena Roberto Duran, Juan Díaz, Panamá                  |                                                       |
| G                                                              | 19-2-2  | Julio Camaño        | MD   | 8 (8)        | 2011-02-10 | Centro de Convenciones Atlapa, Ciudad de Panamá, Panamá |                                                       |
| P                                                              | 18-2-2  | Jonathan Barros     | TKO  | 7 (12)       | 2010-12-04 | Polideportivo Vicente Polimeni, Las Heras, Argentina    | Por el Título Mundial Pluma AMB                       |
| G                                                              | 18-1-2  | Feider Viloria      | UD   | 10 (10)      | 2010-10-02 | Arena Roberto Duran, Juan Díaz, Panamá                  |                                                       |
| G                                                              | 17-1-2  | Roinet Caballero    | UD   | 10 (10)      | 2010-06-04 | Arena Roberto Duran, Juan Díaz, Panamá                  | Defiende el Título Pluma CBPP                         |
| G                                                              | 16-1-2  | Carlos Guzmán       | UD   | 8 (8)        | 2010-04-22 | Arena Roberto Duran, Juan Díaz, Panamá                  | Gana el título Fedecentro Pluma AMB                   |
| G                                                              | 15-1-2  | Danys Díaz          | RTD  | 1 (8)        | 2010-03-18 | Arena Roberto Duran, Juan Díaz, Panamá                  |                                                       |
| G                                                              | 14-1-2  | Fabián Marimon      | TKO  | 1 (8)        | 2010-01-21 | Centro de Convenciones Atlapa, Ciudad de Panamá, Panamá |                                                       |
| G                                                              | 13-1-2  | Armando Córdoba     | UD   | 10 (10)      | 2009-10-09 | Arena Roberto Duran, Juan Díaz, Panamá                  |                                                       |
| G                                                              | 12-1-2  | Danys Díaz          | SD   | 10 (10)      | 2008-10-30 | Centro de Convenciones Figali, Amador, Panamá           | Defiende el Título Pluma CBPP                         |
| G                                                              | 11-1-2  | Renan Acosta        | SD   | 10 (10)      | 2008-07-02 | Centro de Convenciones Atlapa, Ciudad de Panamá, Panamá |                                                       |
| G                                                              | 10-1-2  | Ramiro Lara         | TKO  | 9 (12)       | 2007-10-13 | Hotel Meliá, Colón, Panamá                              | Gana el Título Pluma CBPP                             |
| G                                                              | 9-1-2   | Omar Jiménez        | TKO  | 2 (6)        | 2007-09-08 | Gimnasio del Club de Leones, El Marañón, Panamá         |                                                       |
| G                                                              | 8-1-2   | Pascual Bethancourt | TKO  | 3 (4)        | 2007-07-13 | Jardín Royal Gin, Las Tablas, Panamá                    |                                                       |
| G                                                              | 7-1-2   | Elías Jiménez       | KO   | 4 (6)        | 2007-06-30 | Hotel Meliá, Colón, Panamá                              |                                                       |
| G                                                              | 6-1-2   | Natividad Otero     | TKO  | 1 (6)        | 2007-06-16 | Gimnasio Los Naranjos, Boquete, Panamá                  |                                                       |
| G                                                              | 5-1-2   | Omar Jiménez        | UD   | 4 (4)        | 2007-02-03 | Centro de Convenciones Figali, Amador, Panamá           |                                                       |
| E                                                              | 4-1-2   | Eduardo Blackman    | SD   | 4 (4)        | 2006-11-17 | Hotel Meliá, Colón, Panamá                              |                                                       |
| G                                                              | 4-1-1   | Carlos Loaiza       | SD   | 6 (6)        | 2005-09-08 | Centro de Convenciones Atlapa, Ciudad de Panamá, Panamá |                                                       |
| P                                                              | 3-1-1   | Nehomar Cermeño     | UD   | 6 (6)        | 2005-05-16 | Arena Roberto Duran, Juan Díaz, Panamá                  |                                                       |
| G                                                              | 3-0-1   | Eduardo Blackman    | KO   | 3 (4)        | 2005-01-28 | Jardín El Suspiro, San Miguelito, Panamá                |                                                       |
| E                                                              | 2-0-1   | Juan Santos         | UD   | 4 (4)        | 2004-12-11 | El Salonazo, La Chorrera, Panamá                        |                                                       |
| G                                                              | 2-0     | Ezequiel Asprilla   | MD   | 4 (4)        | 2004-08-28 | Jardín Nuevas Glorias Soberanas, Juan Díaz, Panamá      |                                                       |
| G                                                              | 1-0     | Eduardo Blackman    | TKO  | 2 (4)        | 2004-03-20 | Gimnasio de Pilón, Puerto Pilón, Panamá                 |                                                       |